# HD 47186 b
HD 47186 b هو كوكب خارج المجموعة الشمسية «نپتون حار» يقع على مسافة حوالي 123 سنة ضوئية في كوكبة الكلب الأكبر. هذا الكوكب له أدنى كتلة 22.78 مرة تلك التي للأرض وهو يدور حول النجم HD 47186 على بعد مسافة مماثلة للمسافة بين 51 الفرس الأعظم b ونجمه 51 الفرس الأعظم، وكنتيجة لذلك فهو يستغرق 4.0845 أيام لإكمال دورته مع انحراف يبلغ 0.038 بشكل مماثل للكوكب HD 70642 b ذو فترة الـ5.66 سنوات.